# Jacinto Merayo
Jacinto Merayo (29 agosto 1939) è un ex calciatore argentino, di ruolo attaccante.

## Carriera
Merayo inizia la carriera nel Newell's Old Boys: con la lepra venne impegnato nella Copa Suecia ed in campionato. Segnò il primo gol in coppa nella vittoria per 4-1 contro il Tigre del 5 giugno 1958, mentre la prima rete in campionato fu nella sconfitta per 2-1 del 13 dicembre dello stesso anno contro l'Huracán. Durante l'intera militanza con i rossoneri giocò 11 incontri di campionato, segnando una rete, e 13 di coppa, nella quale siglò 4 gol.
Dal 1960 al 1962 passa all'Estudiantes (LP), ove gioca solo 3 incontri in altrettante stagioni, sempre nella massima serie argentina.
Dopo un'esperienza al Quilmes, si trasferisce in Colombia per giocare nel Deportes Quindío, con cui ottiene il dodicesimo posto nella Campeonato Profesional 1965. La stagione seguente passa all'Atlético Bucaramanga, con cui ottiene l'undicesimo posto finale.
Nel 1968 viene ingaggiato dagli statunitensi del Houston Stars, impegnati nella neonata North American Soccer League. A stagione in corso passa ai Washington Whips, con cui chiude il torneo al secondo posto dell'Atlantic Division.